# Montserrat de Salvador i Deop
Montserrat de Salvador i Deop   (Tarragona, 21 de novembre de 1927 - 15 de maig de 2025) fou una actriu catalana.
Filla d'exiliats (el seu pare fou el periodista i director del Diari de Tarragona durant la Segona República, Lluís de Salvador i Andrés), va desenvolupar la seva carrera en part a França, a l'Argentina -on participà en espectacles dirigits per Margarida Xirgu- i a Colòmbia. Tornà a Catalunya l'any 1976 i va participar en diversos programes de Televisió de Catalunya com Això no és tot!, L'hora de Mari Pau Huguet i Els matins i en sèries com Sóc com soc (1990), Poblenou, Nissaga de Poder. Va participar en nombrosos films en català i en castellà, com La ciutat cremada (1976) d'Antoni Ribas, La muerte de Mikel (1984) d'Imanol Uribe, Daniya, jardí de l'harem (1988) de Carles Mira, Si te dicen que caí (1989) de Vicente Aranda, La febre d'or (1993) o La Monyos (1997) de Mireia Ros.
Darrerament fou reconeguda pel gran públic per fer els papers de mare del doctor Vilches a la sèrie Hospital Central a Telecinco i per fer de Lurdes a El cor de la ciutat.

## Premis i reconeixements
- 2003 - Creu de Sant Jordi[2]
- 2004 - Guardó als Premis Butaca per la trajectòria professional[3]
- 2014 - Ola d'Or